# Maiolica di Quimper

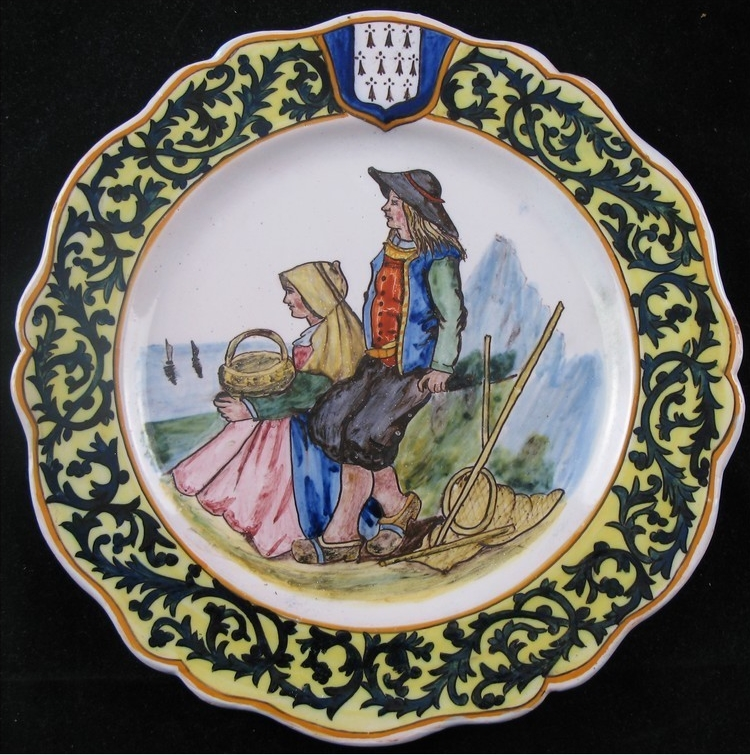
Piatto in maiolica di Quimper del 1898-1904

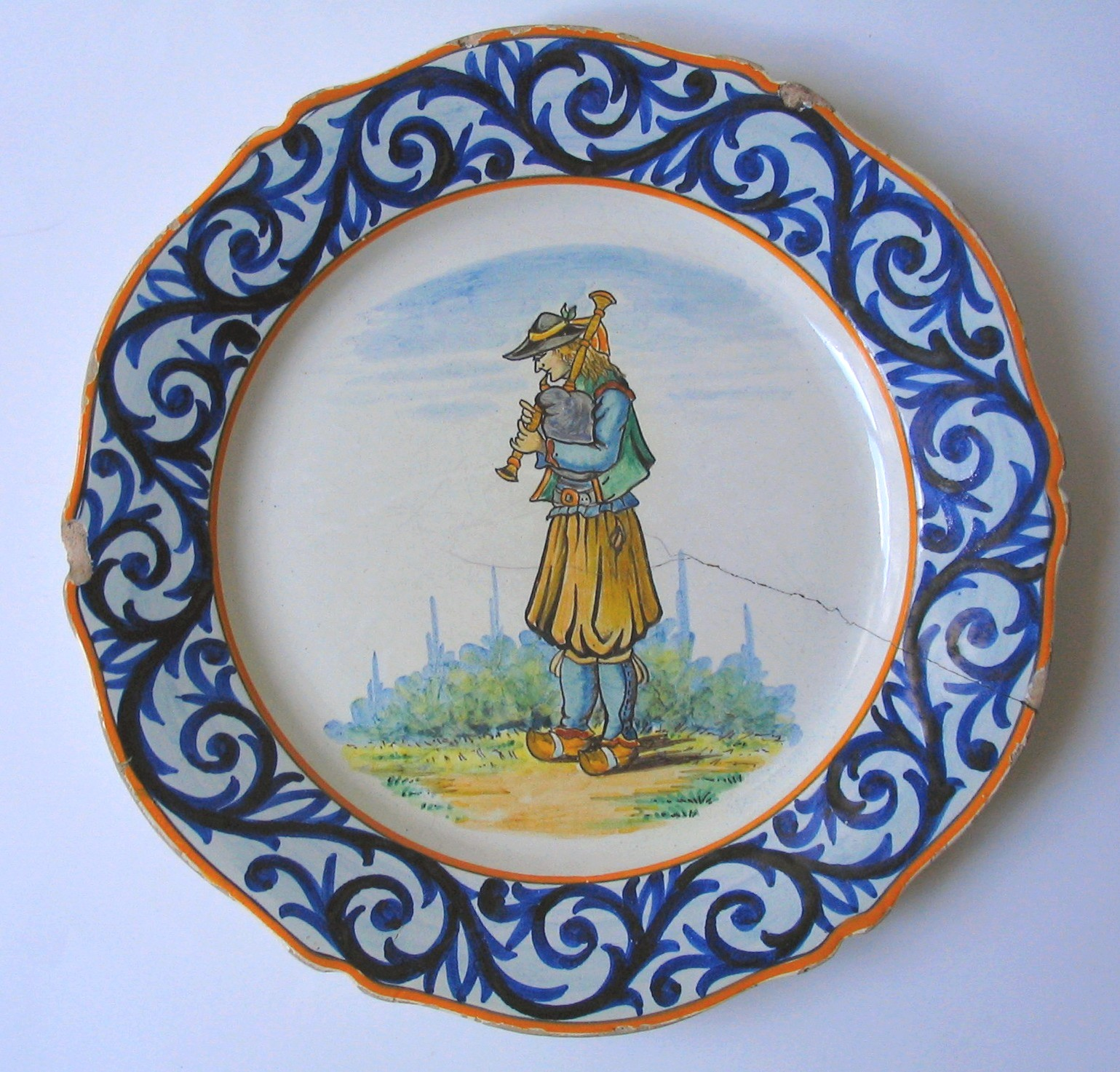
Piatto in maiolica di Quimper (1925 ca.), con il "Petit Breton" (" Piccolo bretone "), emblema del prodotto

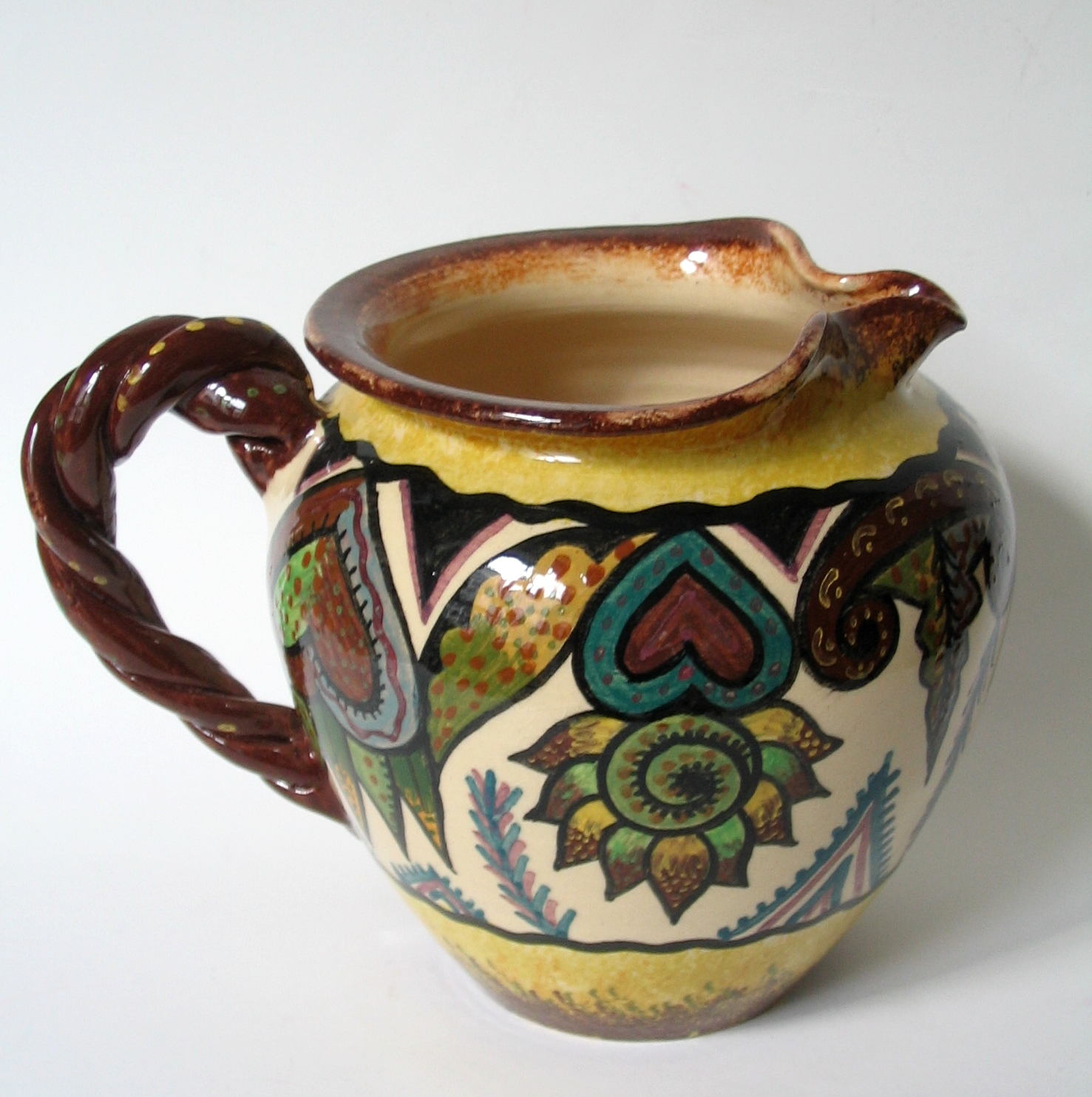
Vaso in maiolica di Quimper

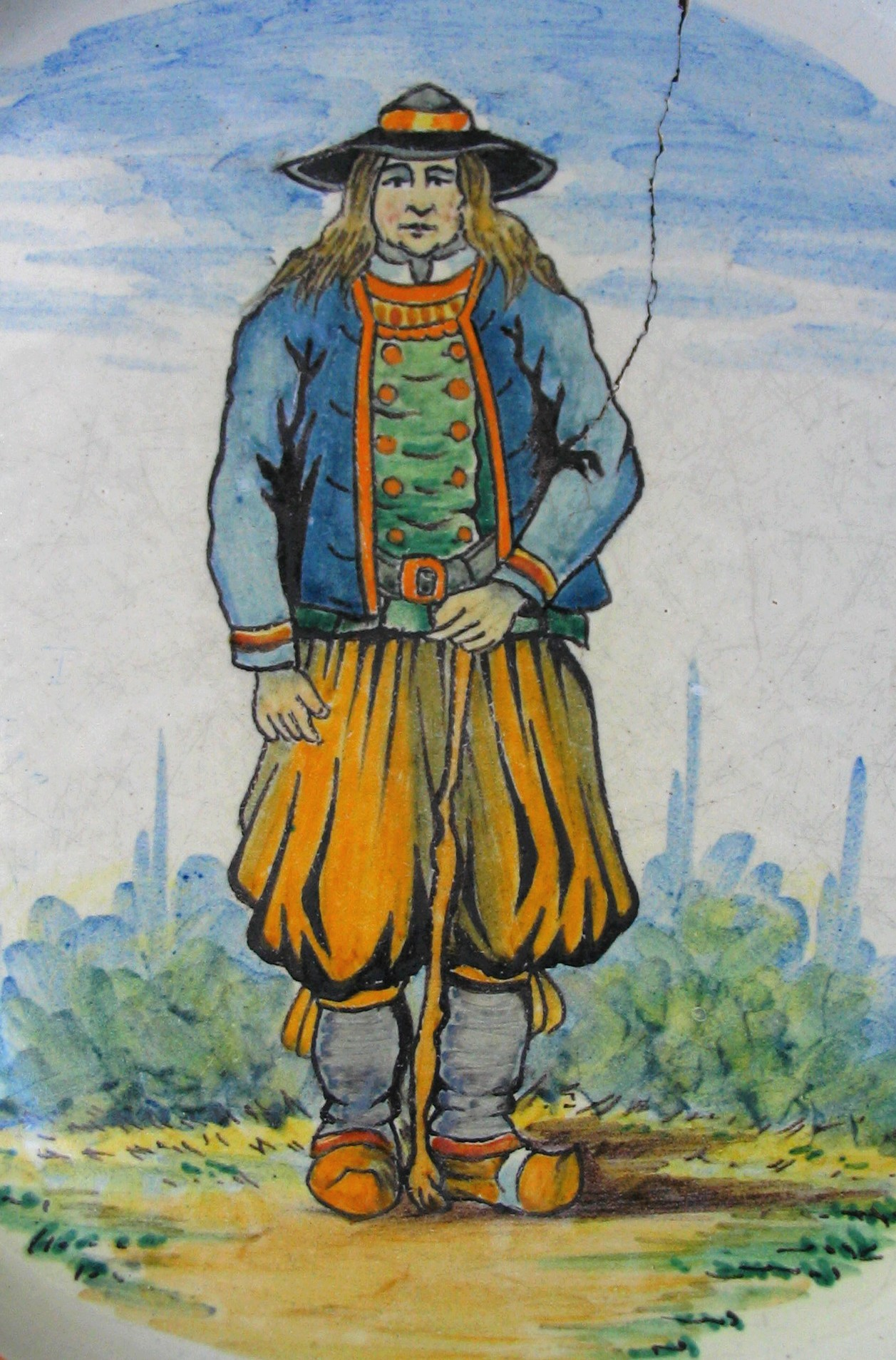
Le Petit Breton

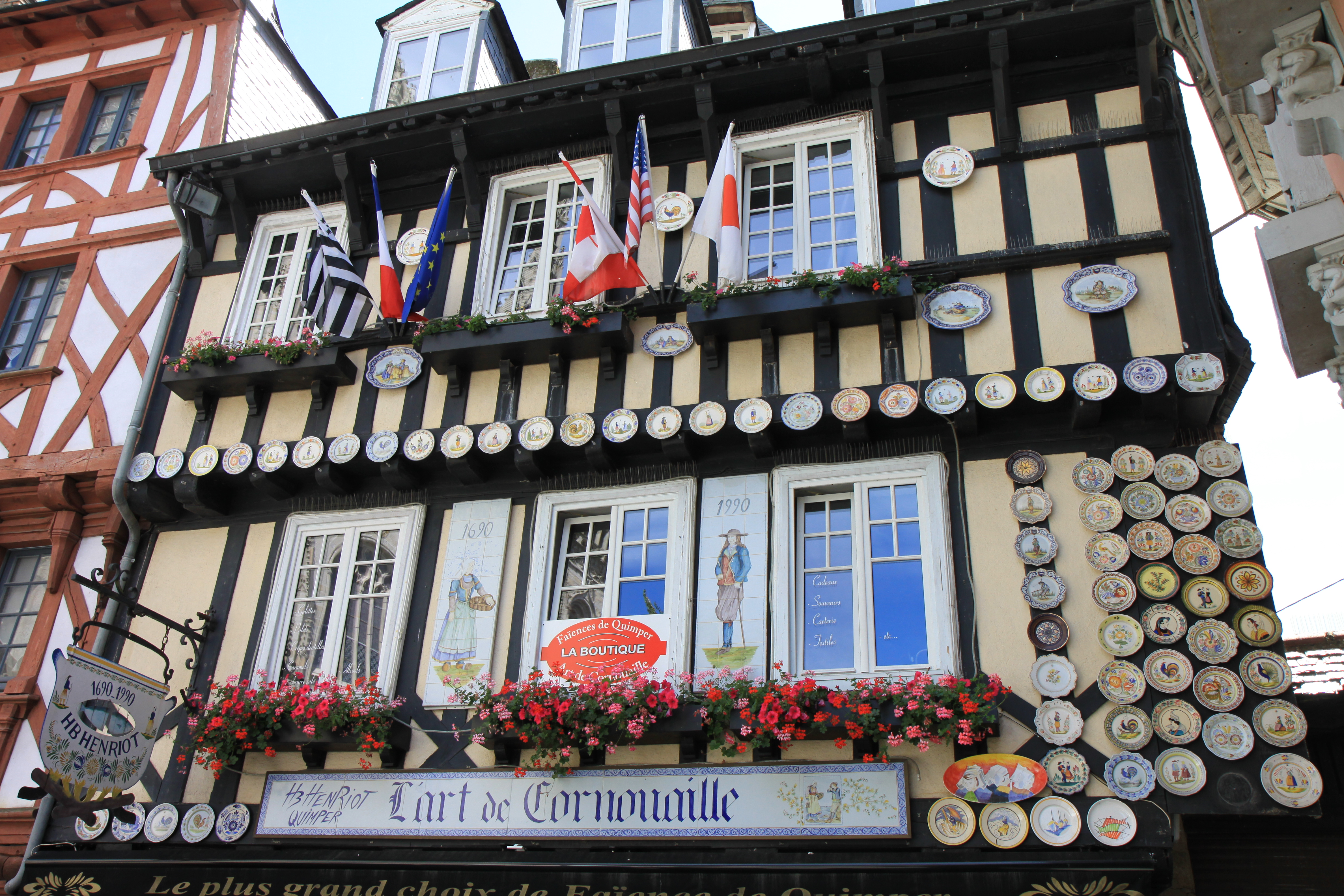
Quimper: Facciata della Faïencerie HB-Henriot

La maiolica di Quimper è un famoso prodotto artigianale tipico della città francese di Quimper, in Bretagna, prodotto esportato in tutto il mondo e le cui origini risalgono agli anni novanta del XVII secolo

La "creazione" del prodotto si deve a Jean-Baptiste Bousquet, originario della Provenza.
Al prodotto è dedicato anche un museo a Quimper, unico grande centro francese tuttora attivo in questo campo. 
La fabbrica più antica della zona tuttora in funzione è la Faïencerie HB-Henriot.

## Caratteristiche
Tra i soggetti prevalenti, figurano scene di vita quotidiana e uno dei motivi ricorrenti è il "petit breton" ("piccolo bretone"). 

I piatti in maiolica di Quimper si distinguono per la caratteristica bordatura dai colori giallo e blu.
Tra le tecniche che hanno caratterizzato la produzione di maiolica di Quimper vi è la cosiddetta "pennellata singola", che consiste nell'aggiungere un colore con un solo tocco di pennello.

## Storia
La storia della maiolica di Quimper ebbe inizio intorno al 1690, quando un fabbricante di pipe originario di Moustiers, in Provenza, tale Jean-Baptiste Bousquet, a causa della concorrenza e della scarsità di legna e di fornaci, si trasferì a Locmaria, quartiere/sobborgo della località bretone di Quimper, nella Cornovaglia francese (Cornouaille), una terra dove non solo le foreste erano più abbondanti, ma era anche più facile ottenere il permesso regio per tagliare la legna e la manodopera era a basso costo.

Lì, grazie anche all'abbondanza di argilla estraibile dal fiume Odet, Baptiste apri la Manifacture de Pipes et Faïences.
Dopo la morte di Jean-Baptiste Bousquet, avvenuta nel 1708, la ditta fu presa in mano dal figlio, Pierre Bousquet, maestro ceramista a Marsiglia, giunto in Bretagna l'anno precedente: con Pierre Bousquet, l'azienda iniziò a produrre vari prodotti in ceramica di carattere religioso e decorativo.

I prodotti venivano trasportati da Mont-Saint-Michel a Bordeaux..
Nel 1731, Pierre Bousquet diede la figlia in sposa a Pierre Belleveaux, un noto vasaio originario di Druy, presso Nevers, che introdusse influssi italiani nella lavorazione.
Alla morte di Belleveaux, avvenuta nel 1743, Pierre Bousquet, all'epoca sessantacinquenne, fu costretto a riprendere le redini della ditta, prima di consegnarla nelle mani del suo collaboratore, nonché fidanzato e poi marito di una delle figlie, Pierre-Clément Caussy, figlio di un produttore di maioliche di Rouen: a Caussy si deve l'introduzione della decorazione policromatica in voga nel XVIII secolo.

Dopo la morte di Caussy, avvenuta nel 1778, la ditta passò nelle mani del genero Antoine de la Hubaudière, rimanendo di proprietà della famiglia De la Hubaudière fino al 1917.  Il cognome Hubadière si ritrova, unitamente al cognome Bousquet, nel marchio HB della HB-Henriot.
Nel 1788, nacque invece, grazie al figlio del ceramista François Eloury, quella che sarebbe poi diventata la Porquier (P) e Porquier-Beau (PB).
Sempre in quegli anni, si stabilì a Quimper anche un'altra fabbrica di maioliche grazie a Guillaume Dumaine, fabbrica in seguito rilevata da Jules Henriot.
La produzione del XVIII secolo si caratterizzava per la creazione di oggetti di uso quotidiano. La tecnica decorativa usata consisteva nell'applicare il colore con le dita.
Nel XIX secolo, fu introdotto da Alfred Beau un nuovo stile, basato su scene di vita quotidiana e sulla tecnica della "pennellata singola".
Nel 1906, la "Pourquier" fu rilevata da Jules Henriot: le fabbriche di maioliche a Quimper rimasero così solamente due, che sarebbero poi state in forte concorrenza tra loro tra il 1920 e il 1940, epoca in cui la produzione impegnò un centinaio di artisti, molti dei quali prestigiosi, come Mélleut e Quillivic..
Nel 1946 fu fondata la fabbrica di maioliche "Keraluc".

## Fabbriche di maiolica di Quimper
- HB-Henriot
- HB
- Henriot
- Fouillen
- Keraluc
- Faïencerie d'Art Breton